# مخروط المقدمة

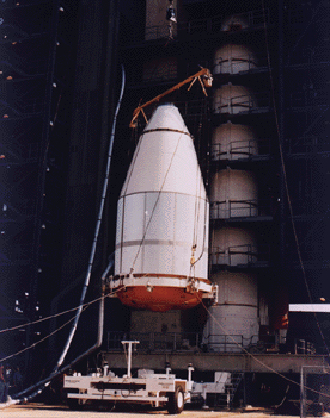
مخروط المقدمة الذي كان يحتوي على إحدى المركبات الفضائية فوييجر، مثبت على قمة مركبة الإطلاق.

مخروط المقدمة هو القسم الأمامي من الصواريخ، مسترشدة الصواريخ أو الطائرات. تم تشكيل المخروط لتقليل السحب الديناميكي الهوائي. تم تصميم مخاريط المقدمة أيضًا للسفر داخل الماء وتحته وفي المركبات الأرضية عالية السرعة.

## صواريخ
تتكون المركبة الصاروخية من غرفة أو غرف يمكن فيها حمل قمر صناعي أو أدوات أو حيوانات أو نباتات أو معدات مساعدة، وسطح خارجي مبني لتحمل درجات الحرارة العالية الناتجة عن التسخين الديناميكي الهوائي. الكثير من البحوث الأساسية المتعلقة تفوق سرعتها سرعة الصوت لإعادة الدخول في الغلاف الجوي من قِبل المركبات الفضائية والمركبات العائدة.
في المركبة الفضائية، قد يصبح مخروط المقدمة هو القمر الصناعي نفسه بعد فصله عن المرحلة النهائية للصاروخ أو قد يستخدم لحماية القمر الصناعي حتى يتم تحقيق السرعة المدارية، ثم فصله عن القمر الصناعي.

## الطائرات

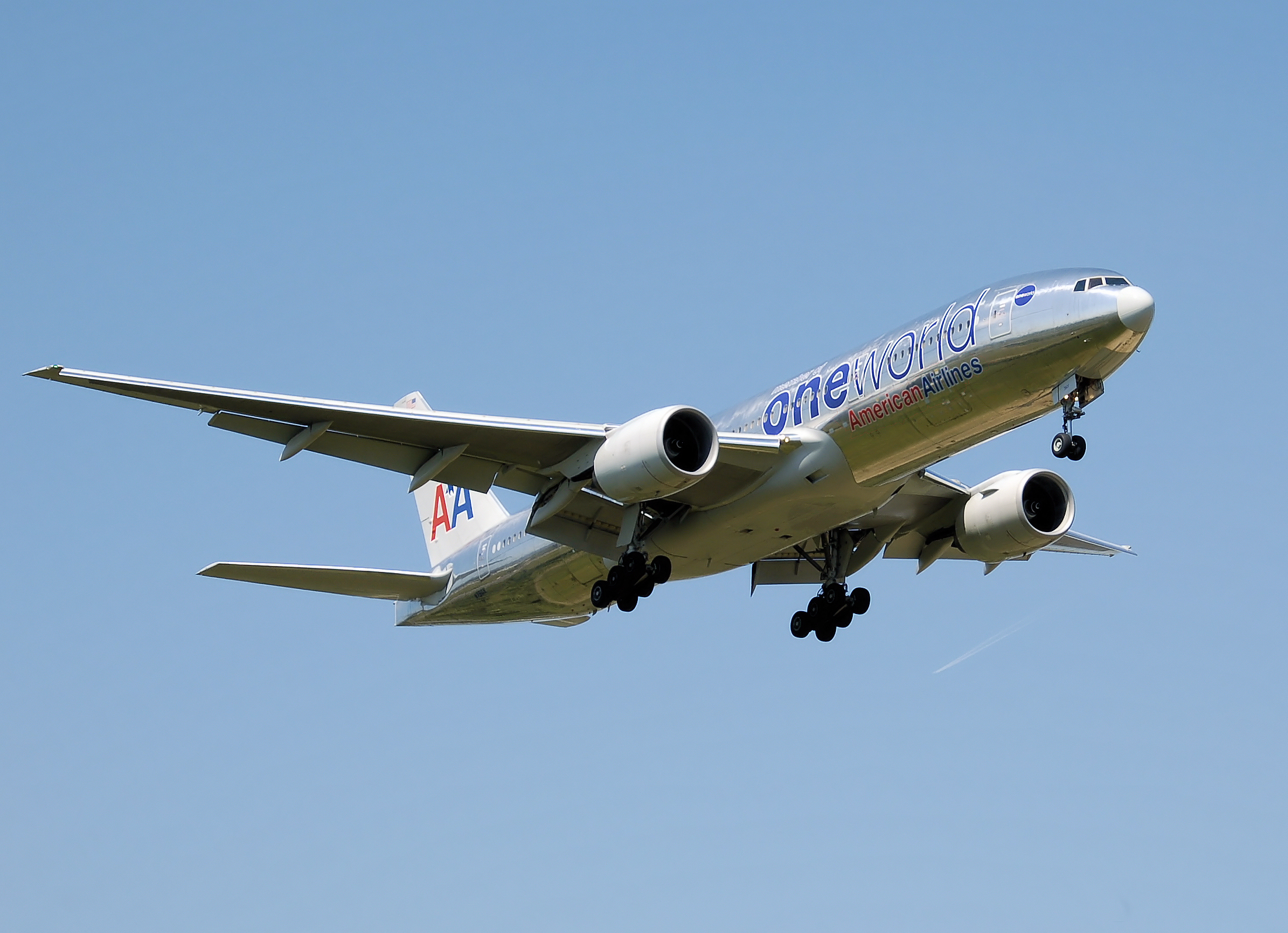
200ER التابعة للخطوط الجوية الأمريكية. مخروط المقدمة هو الجزء الأكثر تقدمًا فيجسم الطائرة (باللون الأبيض هنا).

في الطائرات، يعتبر مخروط المقدمة أيضًا قبة هوائي الرادار يحمي رادار الطقس من القوى الديناميكية الهوائية. يجب اختيار شكل مخروط المقدمة من أجل الحد الأدنى من السحب حتى يتم استخدام مادة صلبة من الدوران تعطي أقل مقاومة للحركة. تحتوي المقالة الخاصة بتصميم مخروط المقدمة على الأشكال والصيغ الممكنة.

## طلقة
يسميها البعض بـالرصاصة هي قطعة معدنية إسطوانية الشكل تطلق من سلاح ناري، والطلقات النارية ذات أحجام وأنواع مختلفة وحجمها يعتمد على نوع السلاح الذي تطلق منه وقطر فوهته، حيث لكل طلقة رقم محدد، تتكون الرصاصة من مظروف معدني يحوي على مادة متفجرة وإطلاقة معدنية تندفع نحو هدفها عندما يضرب الزناد طرف المظروف السفلي عند الكبسولة التي تشعل المادة المتفجرة (البارود) فتنطلق الطلقة نحو الهدف وهناك طلقات يكون لها انفجار ثاني عند أصابتها الهدف مما يزيد من فعاليتها وخطرها.

## تفوق سرعة الصوت

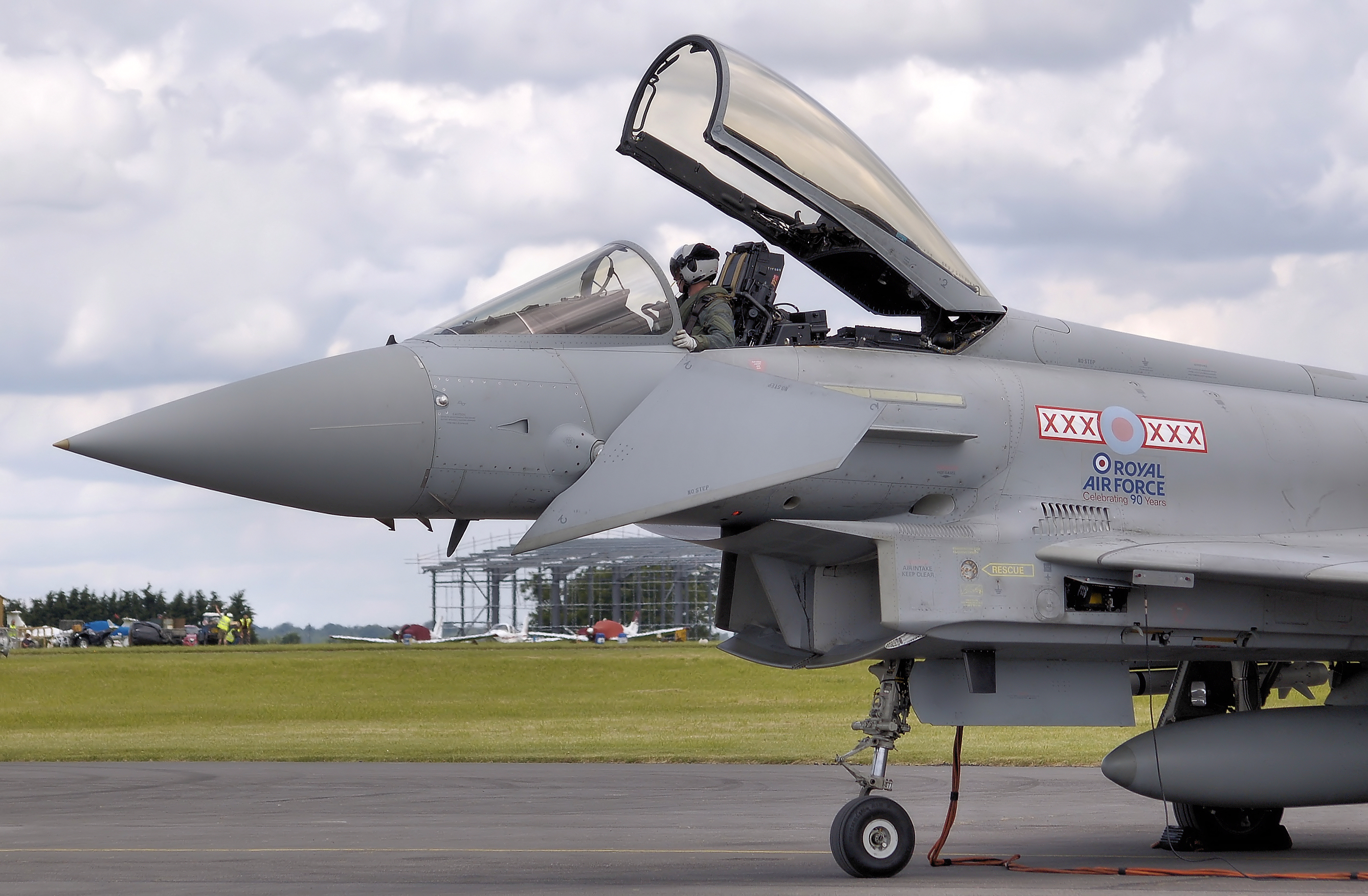
المقدمة المخروطية لسلاح الجو الملكي البريطاني تايفون F2.

نظرًا لدرجات الحرارة القصوى التي ينطوي عليها الأمر، يجب أن تكون مخاريط المقدمة للتطبيقات عالية السرعة (مثل السرعات فوق الصوتية أو إعادة الدخول في الغلاف الجوي للمركبات المدارية) من مواد مقاومة للحرارة. يعتبر كربون الانحلال الحراري أحد الخيارات، ومن الخيارات الشائعة الأخرى مركب الكربون الكربوني المقوى أو سيراميك. هناك إستراتيجية تصميم أخرى وهي استخدام الدروع الحرارية للجر، والتي يتم استهلاكها أثناء التشغيل، والتخلص من الحرارة الزائدة بهذه الطريقة. المواد المستخدمة لدروع الجر تشمل، على سبيل المثال الفينول الكربوني، ثنائي ميثيل السيلوكزان مركب مع السيليكا حشو وكربون الألياف، أو كما هو الحال في بعض الصينية المركبات العائدة.
في الطقس الجاف عند درجة حرارة 20 °س تبلغ سرعة الرصاصة 343 م/ث وبطبيعة الحال تتباين سرعة الرصاصة بناءً على حالة الجو والضغط وسرعة الرياح. أما سرعة الصاروخ تتزايد بمساعدة الأجنحة الانزلاقية الموجودة على الصاروخ ما يوفر له سرعة إضافية تبلغ نحو 7.5 كيلومترات في الثانية تقريبا.
بشكل عام، تتعارض القيود والأهداف الخاصة بإعادة الدخول إلى الغلاف الجوي مع تلك الخاصة بتطبيقات الطيران عالية السرعة الأخرى أثناء إعادة الدخول، يتم استخدام شكل إعادة دخول غير حاد عالي السحب بشكل متكرر، مما يقلل من انتقال الحرارة عن طريق إنشاء موجة صدمية تنطلق من السيارة، لكن بعض المواد شديدة الحرارة قد تسمح بتصميمات ذات حواف أكثر حدة.

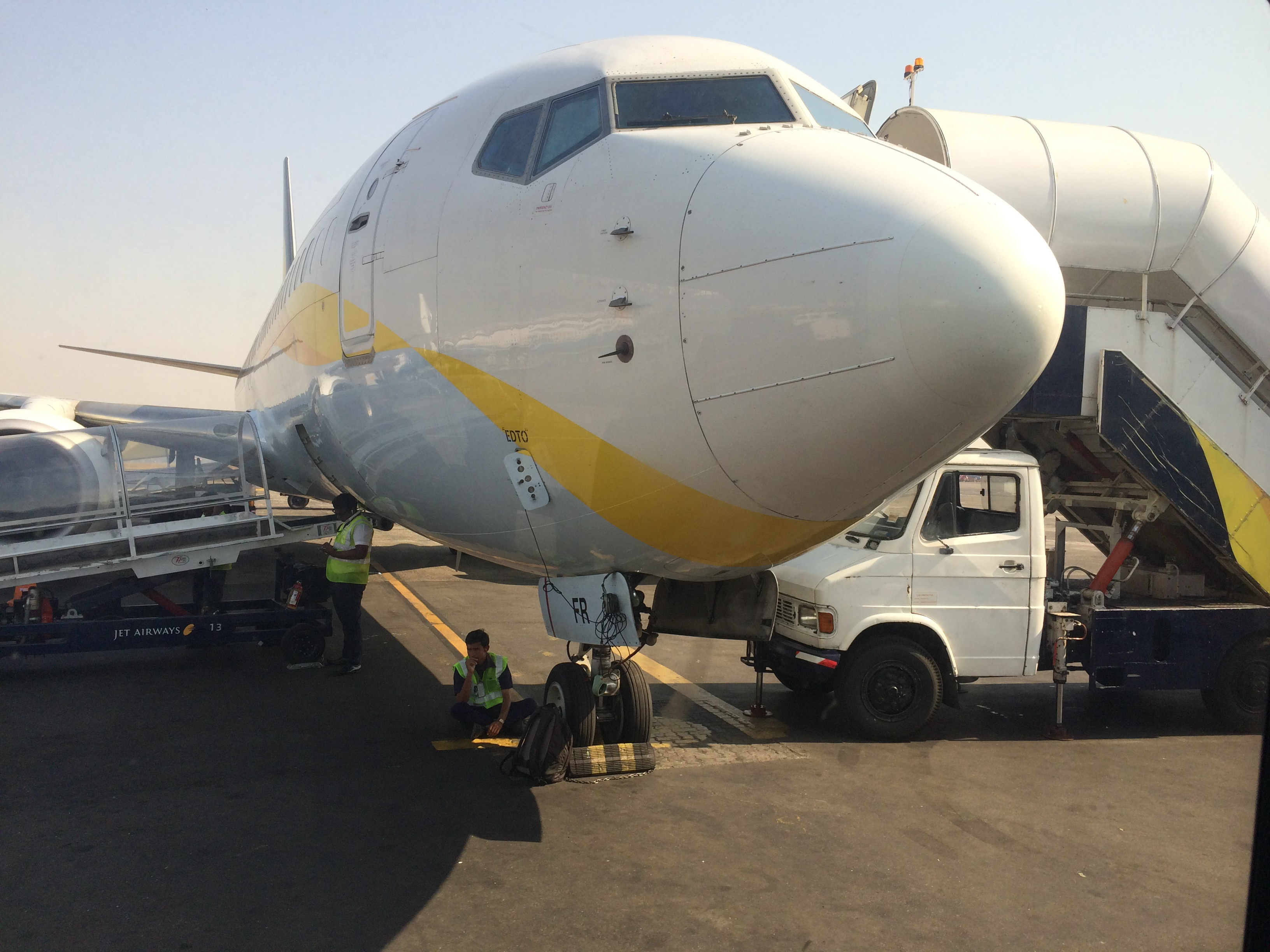
الرؤوس من جت إيرويز من طراز بوينج 737.

## تصميم مخروط الأنف
نظرا لمشكلة تصميم الهوائية لقسم مخروط المقدمة من أي مركبة أو هيئة من المفترض أن السفر من خلال وسيط السوائل للانضغاط (مثل الصواريخ، الطائرات أو حتى الرصاص)، مشكلة هامة هي تحديد مخروط المقدمة شكل هندسي لأفضل أداء. بالنسبة للعديد من التطبيقات، تتطلب مثل هذه المهمة تعريف الشكل الصلب للثورة الذي يواجه الحد الأدنى من المقاومة للحركة السريعة من خلال مثل هذا الوسط السائل، الذي يتكون من جزيئات مرنة.